# Torii Kiyomasu I
Torii Kiyomasu I (鳥居 清信?; fl. XVII-XVIII secolo) è stato un pittore e incisore giapponese, rappresentante del genere ukiyo-e.

## Biografia

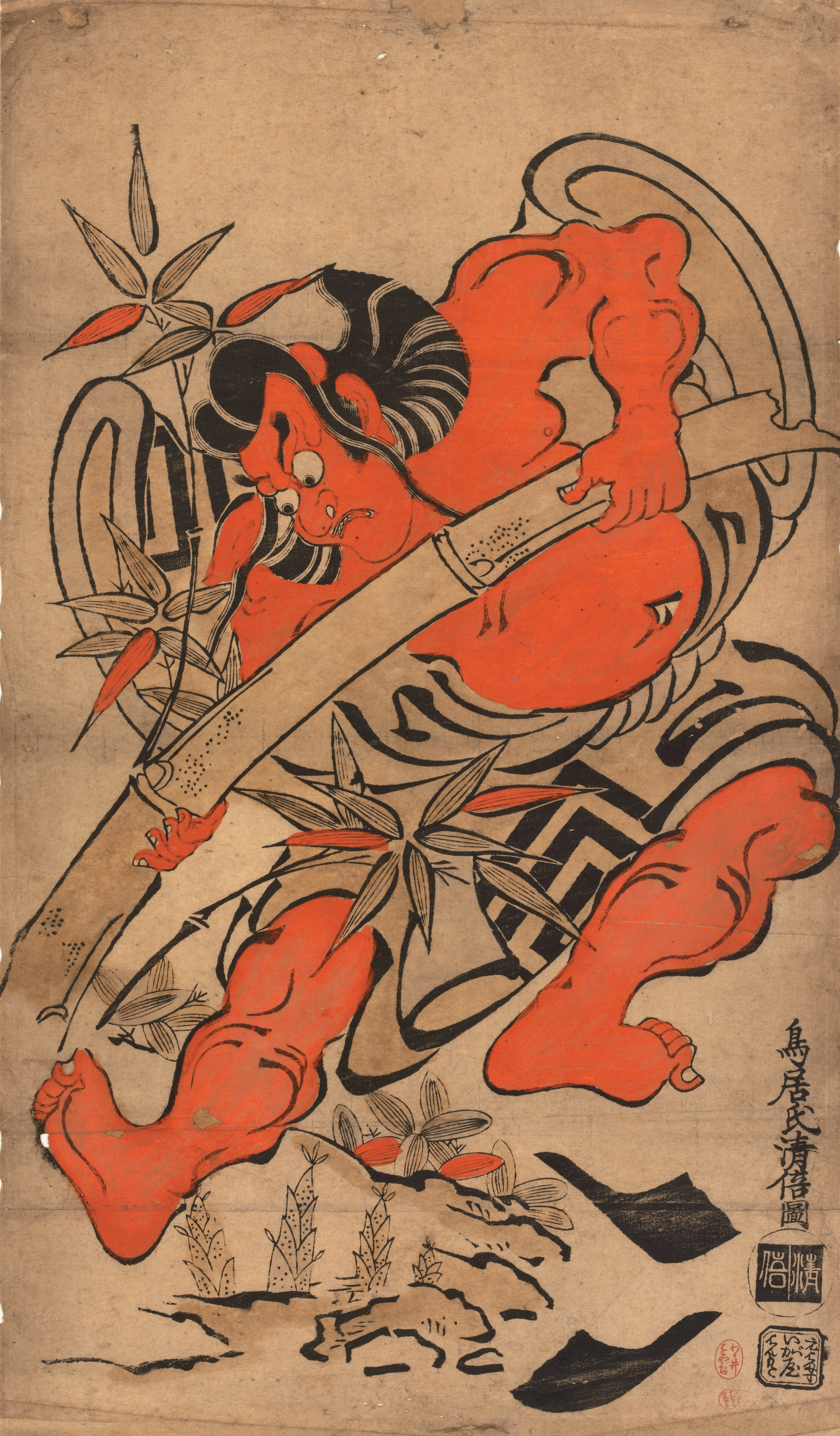
"L'attore Ichikawa Danjūrō I nel ruolo di Soga Monogatari", opera di Kiyomasu I.

La biografia di Torii Kiyomasu I presenta numerose lacune, a partire dalla data di nascita, perché quella più tradizionalmente indicata, 1696, indicherebbe secondo lo studioso statunitense Richard Douglas Lane l'inizio della sua attività. È incerta anche la parentela con Torii Kiyonobu I, che viene indicato tra l'altro anche come padre, mentre è probabile che fosse il fratello maggiore. L'attività artistica di Kiyomasu I fu più breve rispetto a quella del fratello ma, anch'egli ebbe un omonimo prosecutore, Torii Kiyomasu II, forse suo figlio. La morte di Kiyomasu I è posta dal 1716 a dopo il 1720.

## Stile
Membro della scuola Torii, Kiyomasu I fu fortemente influenzato dallo stile di Torii Kiyonobu II, soprattutto nelle stampe teatrali, che se non fossero per le firme sarebbero indistinguibili. Altri artisti che ebbero una forte influenza furono Sugimura Jihei con le sue linee morbide e arrotondate e, Hishikawa Moronobu.